# Pozezdrze
Pozezdrze (deutsch Possessern, 1938–1945 Großgarten) mit der südlich gelegenen Siedlung Kolonia Pozezdrze ist ein Dorf und eine Landgemeinde in Polen, die im Powiat Węgorzewski (Kreis Angerburg) der Wojewodschaft Ermland-Masuren liegt.

## Lage

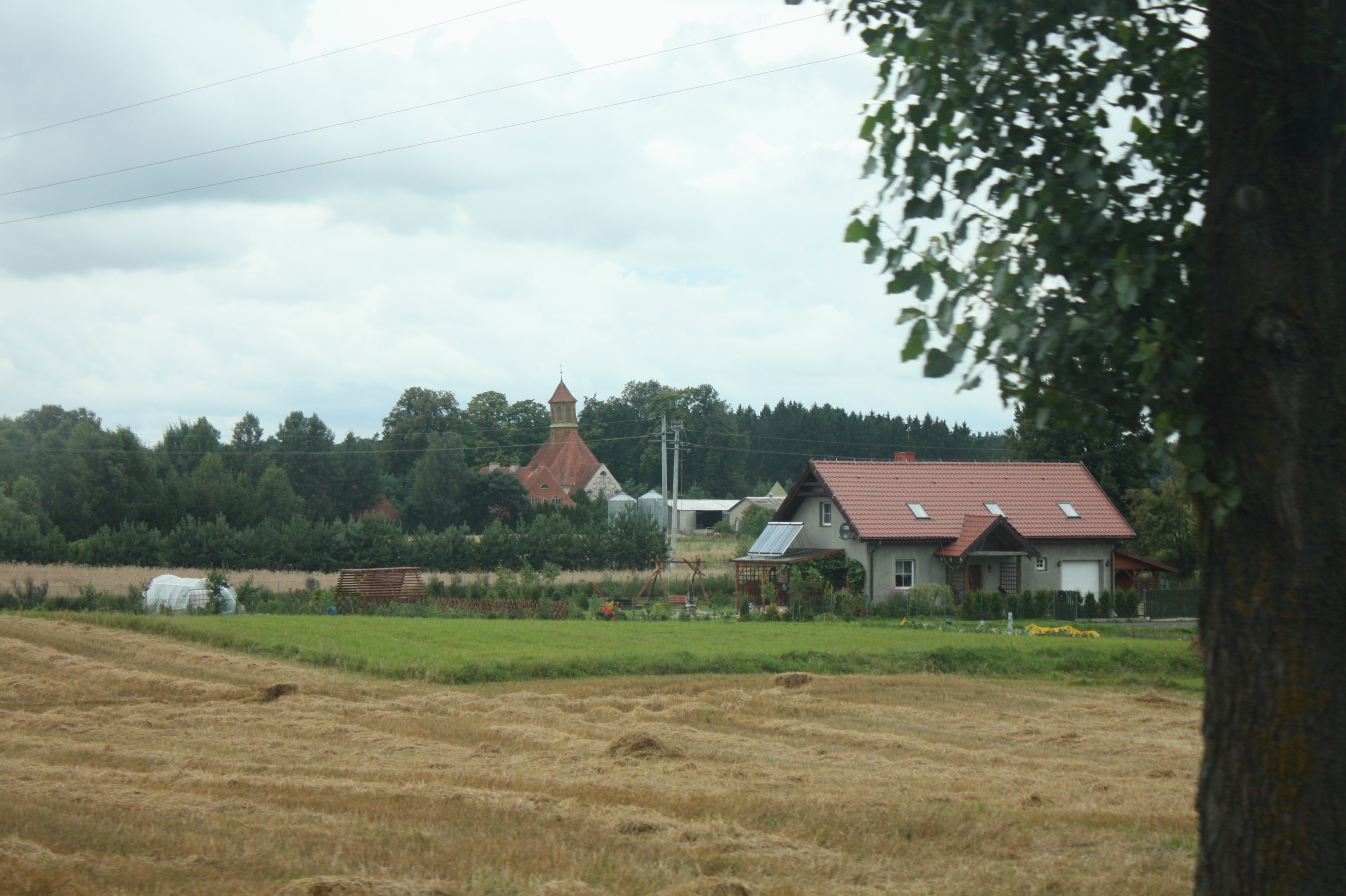
Blick aus südwestlicher Richtung auf das Dorf Pozezdrze (mit Kirche)

Pozezdrze liegt im Nordosten der Woiwodschaft Ermland-Masuren im Westen des Jezioro Pozezdrze (Possessern-See, 1938 bis 1945 Großgartener See). Die Kreisstadt Węgorzewo (Angerburg) ist in 12 Kilometern in nordwestlicher Richtung zu erreichen.

## Geschichte
Das seinerzeit Groß Garten genannte Dorf wurde im Jahr 1543 gegründet. In den Folgejahren Passeedern (nach 1774) bzw. Posseesern (nach 1785) und Possessern (bis 1945) genannt, wurde es am 6. Mai 1874 Amtsdorf und damit namensgebend für einen Amtsbezirk, der bis 1945 bestand und zum Kreis Angerburg im Regierungsbezirk Gumbinnen der preußischen Provinz Ostpreußen gehörte.
Die Einwohnerzahl des Dorfes stieg ab 1910 kontinuierlich. Waren dort im Jahr 1910 noch 1296 Einwohner registriert, stieg ihre Zahl bis 1925 auf 1444, bis 1933 auf 1510 und belief sich 1939 auf 1550.
Am 3. Juni 1938 wurde Possessern aus politisch-ideologischen Gründen zur Abwehr fremdländisch klingender Ortsnamen in „Großgarten“ umbenannt. Im Jahre 1945 kam der Ort mit dem gesamten südlichen Ostpreußen als Kriegsfolge zu Polen und trägt seither die Ortsbezeichnung „Pozezdrze“. Das Dorf ist Sitz eines Schulzenamtes (polnisch sołectwo) und eine Ortschaft im Verbund der Landgemeinde Pozezdrze, die ihren Sitz ebenfalls dort hat. Sie gehört zum Powiat Węgorzewski (Kreis Angerburg), vor 1998 zur Woiwodschaft Suwałki, seither zur Woiwodschaft Ermland-Masuren.

### Amtsbezirk Possessern/Großgarten (1874–1945)
Zum Amtsbezirk Possessern (1939 bis 1945: Amtsbezirk Großgarten) gehörten in der Zeit seines Bestehens zwei Gemeinden:
| Name       | Änderungsname 1938 bis 1945 | Polnischer Name |
| ---------- | --------------------------- | --------------- |
| Pietzarken | ab 1931: Bergensee          | Pieczarki       |
| Possessern | Großgarten                  | Pozezdrze       |

### Religion

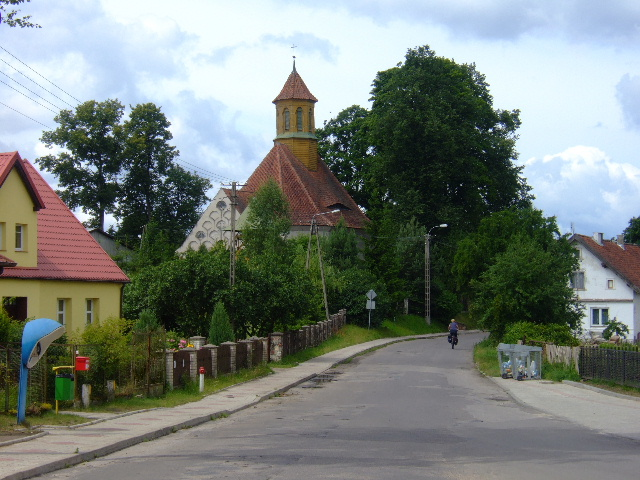
Die heutige St.-Stanislaus-Kostka-Kirche an der ul. 1 Maja in Pozezdrze

#### Kirchengebäude
Im Jahre 1887 wurde das damalige Possessern ein Kirchdorf. Fünf Jahre später erfolgte die Weihe der neu errichteten Backsteinkirche. Bis 1945 evangelisch, dient sie seit 1946 der katholischen Kirche als gottesdienstliches Zentrum, das unterdes auch für evangelische Gottesdienste offensteht.

#### Kirchengemeinde
Von 1887 bis 1945 bestand in Possessern (Großgarten) eine evangelische Gemeinde, die zur Kirchenprovinz Ostpreußen der Kirche der Altpreußischen Union gehörte. Im Jahre 1925 zählte sie mehr als 2900 Gemeindeglieder. Nach dem Zweiten Weltkrieg und der Ansiedlung vieler polnischer und katholischer Menschen wurde Pozezdrze eine Pfarrei der Römisch-Katholischen Kirche in Polen innerhalb des seit 1992 bestehenden Bistums Ełk (Lyck). Die wenigen dort lebenden evangelischen Einwohner werden von der Pfarrei Giżycko (Lötzen) in der Diözese Masuren der Evangelisch-Augsburgischen Kirche in Polen betreut.

### Feldkommandostelle Hochwald

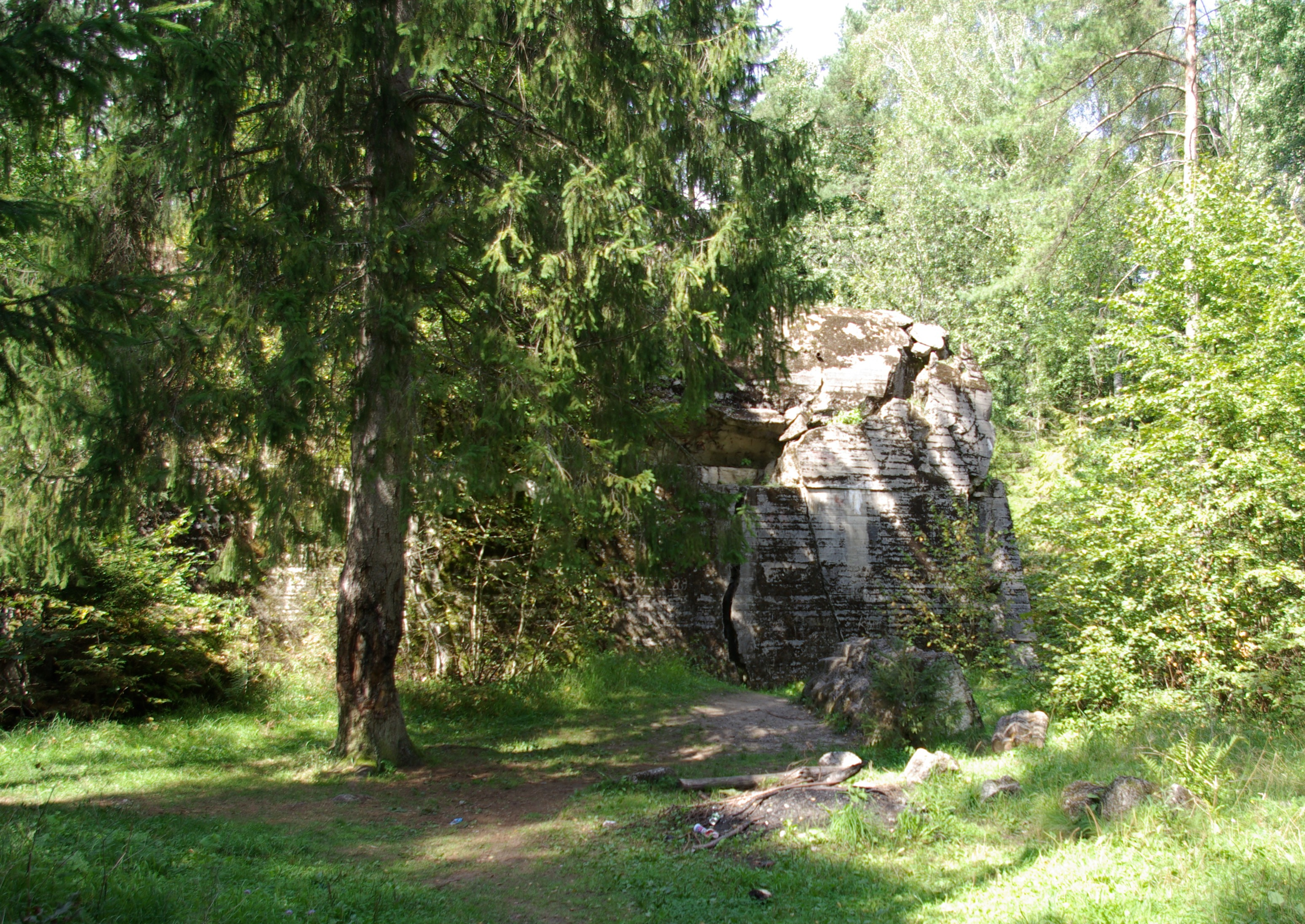
Heinrich Himmlers Feldkommandostelle Hochwald bei Possessern/Großgarten

In der Nähe von Possessern entstand die verbunkerte Feldkommandostelle Hochwald für Heinrich Himmler. Sie existierte von 1941 bis 1945, als die Anlagen vor dem Herannahen der Roten Armee gesprengt wurden.

## Sohn des Dorfes
- Arthur Gramberg (1862–1917), Generaldirektor der Ostpreußischen Landgesellschaft

## Gmina Pozezdrze
Die Landgemeinde (gmina wiejska) Pozezdrze umfasst eine Fläche von 177,3 km², was 25,57 % der Fläche des Powiat Węgorzewski, zu dem sie gehört, ausmacht. 48 % der Gemeindefläche werden als Ackerland, 27 % als Forsten bewirtschaftet.
Nachbargemeinden sind:
- die Stadt- und Landgemeinde Węgorzewo (Angerburg) sowie die Landgemeinden Banie Mazurskie (Benkheim) und Budry (Buddern), alle im Powiat Węgorzewski,
- die Landgemeinden Giżycko (Lötzen) und Kruklanki (Kruglanken) im Powiat Giżycki.

### Gemeindegliederung
Zur Landgemeinde Pozezdrze gehören 14 Ortsteile (deutsche Namen amtlich bis 1945) mit einem Schulzenamt (sołectwo):
- Gębałka (Gembalken)
- Harsz (Haarszen, 1936–1945 Haarschen)
- Jakunówko (Jakunowken, 1938–1945 Jakunen)
- Kolonia Pozezdrze
- Krzywińskie (Krzywinsken, 1927–1945 Sonnheim)
- Kuty (Kutten)
- Pieczarki (Pietzarken, 1931–1945 Bergensee)
- Piłaki Wielkie (Groß Pillacken, 1923–1945 Steinwalde)
- Pozezdrze (Possessern, 1938–1945 Großgarten)
- Przerwanki (Wiesental)
- Przytuły (Przytullen, 1938–1945 Kleinkutten)
- Radziszewo (Karlsfelde)
- Stręgielek (Klein Strengeln)
- Wyłudy (Willudden, 1938–1945 Andreastal)

Weitere Ortschaften der Gemeinde sind Okowizna (Numeiten), Dziaduszyn (Charlottenhof), Nowy Harsz (Neu Haarszen, 1936–1945 Neu Haarschen), Sapieniec (Karlsberg) und Wilkus (Wilkusmühle).

### Verkehr

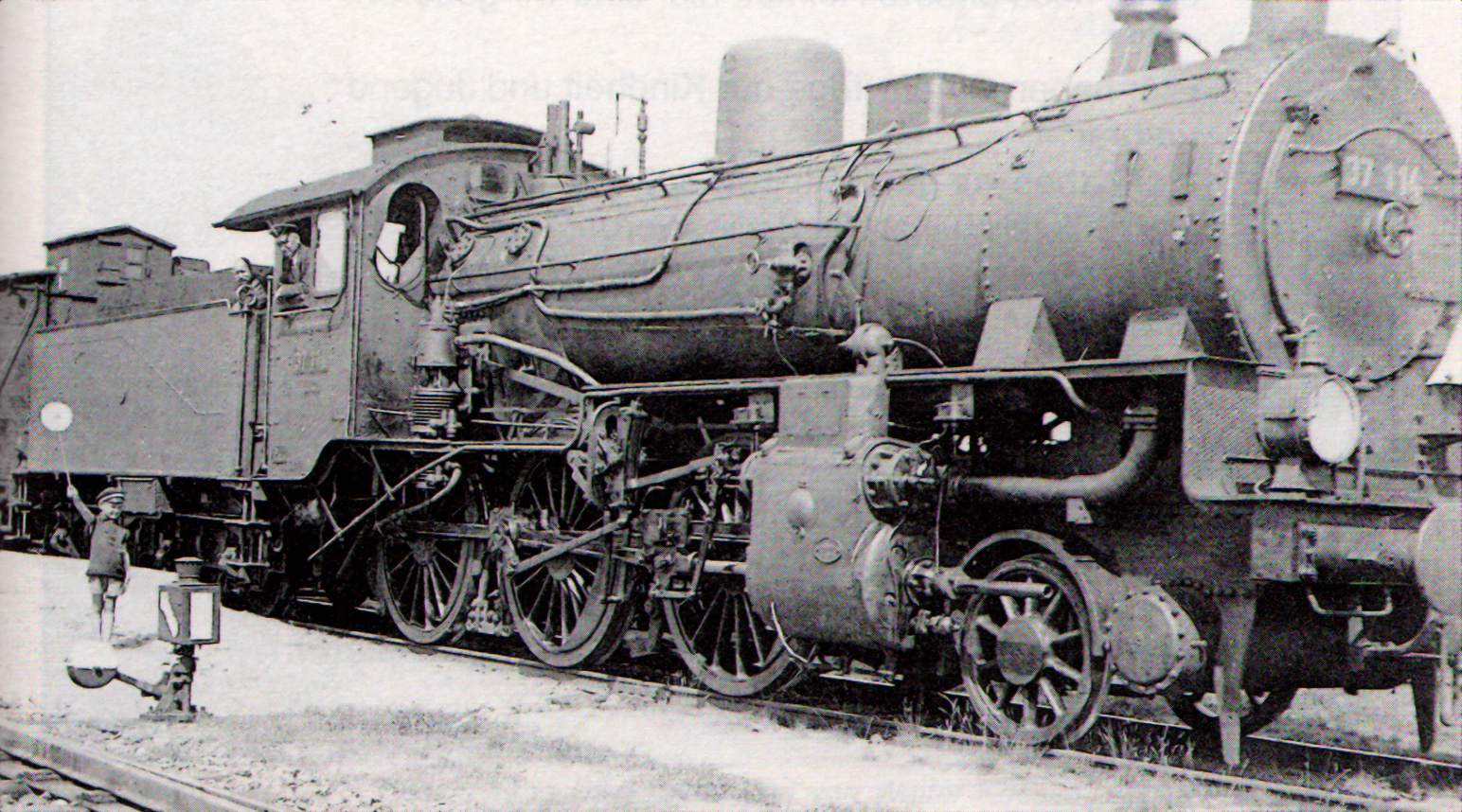
37 114 im Bahnhof Großgarten (vor 1938)

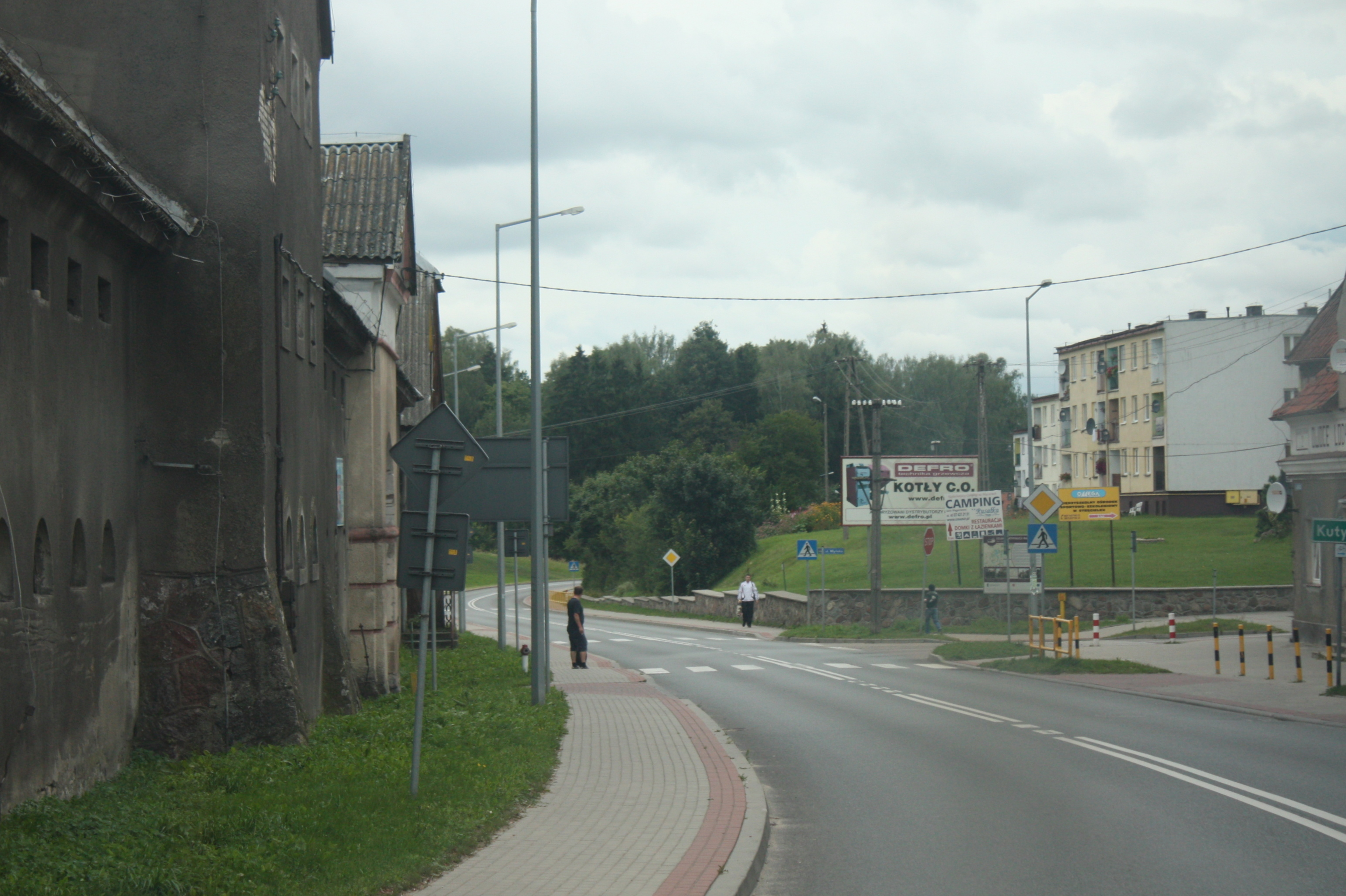
Die Landesstraße 63/Reichsstraße 131 in der Ortsdurchfahrt Pozezdrze

Pozezdrze liegt an der polnischen Landesstraße DK 63 (Teilabschnitt der einstigen deutschen Reichsstraße 131), die durch Giżycko (Lötzen), Pisz (Johannisburg), Łomża sowie Siedlce verläuft und die polnisch-russische Staatsgrenze bei Perły (Perlswalde) bzw. Krylowo (Nordenburg) mit der polnisch-belarussischen Grenze bei Sławatycze verbindet. Die einzelnen Ortschaften im Gemeindegebiet sind durch meistens gut ausgebaute Nebenstraßen und durch Landwege mit dem Zentralort und auch untereinander verbunden.
Für Pozezdrze besteht keine Schienenanbindung mehr. Zwischen 1905 und 1945 war Possessern (Großgarten) eine Bahnstation an der Bahnstrecke Angerburg–Lötzen, auf deren Teilstück zwischen Angerburg und Kruglanken jedoch kriegsbedingt der Betrieb eingestellt wurde.
Der nächstgelegene Lech-Wałęsa-Flughafen Danzig ist auf Landes- und Woiwodschaftsstraßen zu erreichen.